# (8335) Sarton
(8335) Sarton est un astéroïde de la ceinture principale.

## Description
(8335) Sarton est un astéroïde de la ceinture principale. Il fut découvert le 28 février 1984 à La Silla par Henri Debehogne. Il présente une orbite caractérisée par un demi-grand axe de 2,23 UA, une excentricité de 0,11 et une inclinaison de 3,2° par rapport à l'écliptique.

## Compléments